# Tropske i suptropske vlažne listopadne šume
Tropske i suptropske vlažne listopadne šume, također zvane tropske vlažne šume, su tropski i suptropski šumski biom.
Tropske i suptropske šumske regije s manjom količinom oborina dom su za tropske i suptropske suhe širokolisne šume i tropske i suptropske četinarske šume. Kišne šume umjerenih predjela također postoje u nekim vlažnim obalnim regijama s umjerenom klimom.
U ovaj biom spada nekoliko tipova šuma:
- Nizinske ekvatorijalne zimzelene kišne šume, obično zvane samo tropske kišne šume, su šume koje dobiju veliku količinu oborina (više od 2000 mm godišnje) tijekom godine. Ove šume se nalaze u pojasu oko ekvatora, a najvećan područja pod ovim šumama su amazonska prašuma u Južnoj Americi, zavala Konga u centralnoj Africi i Indonezija i Nova Gvineja.
- Vlažne listopadne i poluzimzelene šume dobivaju prilično mnogo kiše, ljeto je toplo i vlažno, a zima je hladnija i suha. Neko drveće u ovim šumama gubi dio lišća ili sve lišće tijekom suhe zimske sezone. Ove šume se mogu naći u dijelovima Južne Amerike, u Srednjoj Americi, oko Kariba, u obalnoj zapadnoj Africi, u nekim dijelovima indijskog potkontinenta i u većini Indokine.
- Planinske kišne šume se mogu naći na planinskim područjima s hladnijom klimom.
- Poplavne šume

Tropske i suptropske vlažne listopadne šume česte su na nekoliko kopnenih ekozona, uključujući i arfičke trope (ekvatorijalna Afrika), Indomalaje (dijelovi indijskog potkontinenta i jugoistočne Azije) Neotrope (sjever Južne Amerike i Srednje Amerike) Australaziju (istočna Indonezija, Nova Gvineja, sjeverna i istočna Australija) i Oceanija (tropski otoci u Tihom oceanu). Oko polovice svjetski tropskih kišnih šuma se nalazi u južnoameričkim državama Brazilu i Peruu. Kišne šume sada pokrivaju manje od 6% Zemljine kopnene površine. Znanstvenici procjenjuju da više od polovice svih biljaka i životinja živi u tropskim kišnim šumama.

## Vanjske poveznice
- Činjenice o tropskim kišnim šumama u svijetu od The Nature Conservancy
- Worldwide Fund for Nature
- Tipovi kišnih šuma
- Školske aktivnosti  Arhivirana inačica izvorne stranice od 25. srpnja 2012. (Wayback Machine)
- NASA-ina slika pošumljavanja iz 2002. godine  Arhivirana inačica izvorne stranice od 23. srpnja 2012. (Wayback Machine)